# Timothy Rees
Timothy Rees (* 15. August 1874 in Llain, Llanbadarn Trefeglwys; † 29. April 1939 in Llandaff) war ein anglikanischer Bischof.
Timothy Rees wurde August 1874 als Sohn von David Rees und dessen Frau Catherine geboren. Er besuchte das St. David’s College in Lampeter und erhielt dort 1896 seinen Bachelor of Arts (B.A.). Nach einem Jahr am St. Michael’s College in Aberdare wurde Rees im Dezember 1897 zum Diakon geweiht. 1898 erfolgte seine Priesterweihe.
Nachdem Rees zwei Jahre als Kurat in Mountain Ash tätig gewesen war, kehrte er an das St. Michael’s College als Lecturer zurück. Im Jahr 1906 trat er der Community of the Resurrection, einer anglikanischen Ordensgemeinschaft, bei. Im Jahr 1931 wurde er zum neuen Bischof von Llandaff ernannt und bekleidete dieses Amt bis zu seinem Tod 1939. Er wurde auf dem Gelände der Llandaff Cathedral beigesetzt.